# Parc National Mbaéré-Bodingué
Der Parc National Mbaéré-Bodingué (PNMB, en.: Mbaéré-Bodingué National Park) ist ein Nationalpark im Südwesten der Zentralafrikanischen Republik. Er umfasst 866 km². Er wird von Ecosystèmes forestiers d’Afrique centrale (ECOFAC, Forest Ecosystems in Central Africa) verwaltet, einem Programm der Europäischen Union zur nachhaltigen Bewirtschaftung natürlicher Ressourcen.

## Geographie
Der Park liegt zwischen den Flüssen Mbaéré und Bodingué in der Subpräfektur Bambio. Er erstreckt sich über drei Arten von Ökosystemen: Savanne, Regenwald und Sumpfgebiete.

## Geschichte
Der Park wurde 2007 vom Ministerium für Wasser, Forsten, Jagd und Fischerei in Zusammenarbeit mit Forest Ecosystems in Central Africa eingerichtet.

## Flora und Fauna
In diesem Gebiet sind über 115 Säugetierarten (darunter 13 Primaten) und über 320 Vogelarten bekannt. Das Vorkommen eines Hybridaffen, zwischen zwei Arten von Meerkatzen (aus der „west-zentralen“ und der „ost-zentralen“ Region), verdeutlicht die Überlappung des Gebiets über verschiedene biogeografische Regionen. Hauptattraktionen des Parks sind Elefanten, Gorillas, Büffel, Schimpansen, Flusspferde und mehr als 400 verschiedene Arten von Vögeln.

## Population
Im Parkgebiet leben zudem ca. 20.000 Menschen in 70 Waldsiedlungen.
Die Hauptethnien sind Bolemba, Mbati, Boffi, Banda-Yanguéré, Pandés, Ngoundi und die Nomaden der BaAka. Die Menschen leben hauptsächlich von Jagen, Fischen, Landwirtschaft, privatem Bergbau und dem Sammeln von non-timber forest products (NTFPs) wie Raffia, Früchten, Nüssen, Honig, Wachs, Palmwein, Pilzen und Insektenlarven.